# Teodoric d'Alsàcia
Thierry d'Alsàcia o Teodoric d'Alsàcia (vers 1099/1101 - † 17 de gener de 1168 a Gravelines), fill del duc Thierry o Teodoric II de Lorena (Thierry el Valent) (vers 1055 † 1115) i de Gertrudis de Flandes (vers 1070 - † 1117) que era al seu torn filla del comte Robert I de Flandes dit el Frisó i de Gertrudis de Saxònia.
Va ser senyor de Bitche (dates exactes no conegudes) i comte de Flandes de 1128 a 1168. Vídu el 1133 de Margarida de Clermont-Beauvaisis (víuda abans de Carles el Bo), qui no li va donar més que una filla, es va casar de nou a la seva arribada a Palestina amb Sibil·la d'Anjou.

## Curs de la seva vida
Després de l'homicidi de Carles el Bo el 1127, va reivindicar el comtat de Flandes en tant que net del comte Robert el Frisó, però el rei Lluís VI de França va imposar al seu protegit i cunyat Guillem Cliton, que va esdevenir comte. La seva política i la seva actitud respecte a les llibertats flamenques el feren ràpidament impopular a les ciutats, i des de la fi de l'any Bruges, Gant i després Lilla i Saint-Omer van cridar i reconèixer a Teodoric com a comte. Aquest no va vacil·lar, va arribar a Flandes i va obtenir el suport de la part imperial del comtat, i va iniciar la lluita contra Guillem.
A petició de Lluís VI, l'arquebisbe de Reims el va excomunicar; després Lluís VI va assetjar Lilla, però es va haver de retirar davant l'amenaça anglesa (Enric I d'Anglaterra, oncle de Guillem, havia transmès els seus drets sobre Flandes a Teodoric i li donava suport). Teodoric va experimentar un fracàs a Tielt, i després al castell d'Oostkamp i es va refugiar a Bruges, d'on també va haver de fugir, per arribar finalment a la fortalesa d'Alost, on Guillem, ajudat per Godofreu el Barbut i els francesos, el va assetjar. L'assalt hauria estat donat si, el 27 de juliol de 1128, Guillem Cliton no hagués trobat bruscament la mort: com que Guillem ja havia eliminat abans a altres pretendents, Teororic va quedar llavors com únic comte.
El 1128, inaugura el seu govern a Gant, i després es va fer reconèixer a totes les ciutats del comtat sent reconegut també pel rei d'Anglaterra, que va ordenar als senyors anglesos de Flandes de retre homenatge de vassallatge a Teodoric. Des de 1132 el nou comte va prestar homenatge a Lluís VI, i les empreses de Balduí IV d'Hainaut, darrer aspirant al comtat de Flandes, foren dominades.
Una de les característiques de la vida de Thierry és el nombre dels seus viatges a Terra Santa on es va fer croat quatre vegades. La primera vegada el 1139, després d'haver establert noves regles de policia al comtat. Arribat a Palestina, hi va trobar la discòrdia, i s'il·lustra en el moment de l'expedició victoriosa que va fer contra Cesarea (la Cesarea de Filip, ciutat fundada pel tetrarca herodes Filip). Aquesta victòria li valdrà la mà de Sibil·la d'Anjou, la vídua de Guillem Cliton, el seu predecessor al capdavant del comtat de Flandes. Sibil·la era la filla de Folc d'Anjou, rei de Jerusalem i comte d'Anjou, aquest matrimoni va ser prestigiós per a ell. Va combatre al costat del seu sogre Folc en la invasió dels pujols de Galaad, una comarca muntanyosa a l'est del riu Jordà.
Va tornar ràpidament en Flandre, per intervenir en les baralles al voltant del ducat de Baixa Lotaríngia. Teodoric va respondre a la crida del consell de regència de Godofreu III de Lovaina i va sufocar la revolta de dos senyors revoltats a Vilvorde; el comte de Flandes va rebre llavors l'homenatge del duc de Brabant.
Teodoric es va fer croat per segon cop el 1147 i va participar en la segona gran expedició a Orient. Va destacar en el pas del Meandre i va assistir a la gran assemblea celebrada el 1148 a Ptolemais pel rei Lluís VII de França, l'emperador Conrad III d'Alemanya i Balduí III, rei de Jerusalem. Va combatre a la batalla d'Atàlia i es va unir el mateix any a l'exèrcit del rei Balduí III a Acre.
Durant la seva absència, Balduí IV d'Hainaut va envair el Comtat de Flandes; la comtessa Sibil·la, al front del govern, va reaccionar fermament i va fer assolar el comtat d'Hainaut en resposta a les exaccions comeses per Balduí a l'Artois. El bisbe de Reims va intercedir i es va signar una treva. De tornada el 1150, Teodric va prendre revenja i va vèncer a Balduí IV a Bouchain, tot i que el comte pretendent havia obtingut l'ajuda del comte Enric I de Namur i del bisbe de Lieja, Enric II de Leez. En el transcurs de l'entrevista entre els dos comtes en vista a la pau, Teodoric va donar a la seva filla Margarida en matrimoni al fill de Balduí IV, el futur Balduí V d'Hainaut.
El 1155 va fundar la casa dels Templaris a Douai.
Continuant la seva política matrimonial, Teodoric va casar al seu fill gran el 1156 amb Elisabet, filla i hereva del comte Raül I de Vermandois. Per tercera vegada va anar a Terra santa l'any següent, aquesta vegada amb la seva esposa, en va tornar dos anys més tard (1159) sense ella, ja que havia decidit fer-se religiosa a Betània. El seu fill Felip d'Alsàcia, havia assegurat sense problemes el govern del comtat des de la seva sortida, i fou associat al poder des de la tornada del seu pare.
El 1164 va atorgar les seves lleis als habitants de Nieuwpoort, després se'n va anar a Palestina per quarta vegada, ja que el miratge oriental no deixava d'exercir sobre ell una gran fascinació. Va acompanyar al rei Amalric I de Jerusalem a Antioquia i Trípoli. Després de la seva última tornada el 1166, va adoptar com segell un arbrissó portant dàtils, amb, a la part posterior, un cap coronat de llorers.
Va morir el 17 de gener de 1168 a Gravelines i fou enterrat a l'abadia de Watten, prop de Saint-Omer.

## Balanç del seu govern
El govern de Thierry va ser moderat: va restaurar una certa pau interior, desenvolupant una administració comtal fins llavors embrionària. Fou també una era de desenvolupament econòmic, d'expansió de les terres cultivades per eixarmament, i de fundació d'establiments comercials. Sota Teodoric d'Alsace, d'altra banda, Flandes va conèixer la seva major extensió territorial.
Va ser un croat incansable, els seus quatre pelegrinatges ho testimonien.

## Ascendència
|  |                                     |  |  |  |  |  |  |  |  |  |  |  |  |  |  |  |
|  | 16. Adalbert d'Alsàcia              |  |  |  |  |  |  |  |  |  |  |  |  |  |  |  |
|  |                                     |  |  |  |  |  |  |  |  |  |  |  |  |  |  |  |
|  |                                     |  |  |  |  |  |  |  |  |  |  |  |  |  |  |  |
|  | 8. Gerard de Bouzonville            |  |  |  |  |  |  |  |  |  |  |  |  |  |  |  |
|  |                                     |  |  |  |  |  |  |  |  |  |  |  |  |  |  |  |
|  |                                     |  |  |  |  |  |  |  |  |  |  |  |  |  |  |  |
|  | 17. Judit                           |  |  |  |  |  |  |  |  |  |  |  |  |  |  |  |
|  |                                     |  |  |  |  |  |  |  |  |  |  |  |  |  |  |  |
|  |                                     |  |  |  |  |  |  |  |  |  |  |  |  |  |  |  |
|  | 4. Gerard I de Lorena               |  |  |  |  |  |  |  |  |  |  |  |  |  |  |  |
|  |                                     |  |  |  |  |  |  |  |  |  |  |  |  |  |  |  |
|  |                                     |  |  |  |  |  |  |  |  |  |  |  |  |  |  |  |
|  | 9. Gisela                           |  |  |  |  |  |  |  |  |  |  |  |  |  |  |  |
|  |                                     |  |  |  |  |  |  |  |  |  |  |  |  |  |  |  |
|  |                                     |  |  |  |  |  |  |  |  |  |  |  |  |  |  |  |
|  | 2. Teodoric II de Lorena            |  |  |  |  |  |  |  |  |  |  |  |  |  |  |  |
|  |                                     |  |  |  |  |  |  |  |  |  |  |  |  |  |  |  |
|  |                                     |  |  |  |  |  |  |  |  |  |  |  |  |  |  |  |
|  | 20. Albert I de Namur               |  |  |  |  |  |  |  |  |  |  |  |  |  |  |  |
|  |                                     |  |  |  |  |  |  |  |  |  |  |  |  |  |  |  |
|  |                                     |  |  |  |  |  |  |  |  |  |  |  |  |  |  |  |
|  | 10. Albert II de Namur              |  |  |  |  |  |  |  |  |  |  |  |  |  |  |  |
|  |                                     |  |  |  |  |  |  |  |  |  |  |  |  |  |  |  |
|  |                                     |  |  |  |  |  |  |  |  |  |  |  |  |  |  |  |
|  | 21. Ermengearda de Baixa Lotaríngia |  |  |  |  |  |  |  |  |  |  |  |  |  |  |  |
|  |                                     |  |  |  |  |  |  |  |  |  |  |  |  |  |  |  |
|  |                                     |  |  |  |  |  |  |  |  |  |  |  |  |  |  |  |
|  | 5. Hedwiga de Namur                 |  |  |  |  |  |  |  |  |  |  |  |  |  |  |  |
|  |                                     |  |  |  |  |  |  |  |  |  |  |  |  |  |  |  |
|  |                                     |  |  |  |  |  |  |  |  |  |  |  |  |  |  |  |
|  | 22. Goteló I de Lotaríngia          |  |  |  |  |  |  |  |  |  |  |  |  |  |  |  |
|  |                                     |  |  |  |  |  |  |  |  |  |  |  |  |  |  |  |
|  |                                     |  |  |  |  |  |  |  |  |  |  |  |  |  |  |  |
|  | 11. Regelinda de Verdun             |  |  |  |  |  |  |  |  |  |  |  |  |  |  |  |
|  |                                     |  |  |  |  |  |  |  |  |  |  |  |  |  |  |  |
|  |                                     |  |  |  |  |  |  |  |  |  |  |  |  |  |  |  |
|  | 1. Teodoric d'Alsàcia               |  |  |  |  |  |  |  |  |  |  |  |  |  |  |  |
|  |                                     |  |  |  |  |  |  |  |  |  |  |  |  |  |  |  |
|  |                                     |  |  |  |  |  |  |  |  |  |  |  |  |  |  |  |
|  | 24. Balduí IV de Flandes            |  |  |  |  |  |  |  |  |  |  |  |  |  |  |  |
|  |                                     |  |  |  |  |  |  |  |  |  |  |  |  |  |  |  |
|  |                                     |  |  |  |  |  |  |  |  |  |  |  |  |  |  |  |
|  | 12. Balduí V de Flandes             |  |  |  |  |  |  |  |  |  |  |  |  |  |  |  |
|  |                                     |  |  |  |  |  |  |  |  |  |  |  |  |  |  |  |
|  |                                     |  |  |  |  |  |  |  |  |  |  |  |  |  |  |  |
|  | 25. Ogiva de Luxemburg              |  |  |  |  |  |  |  |  |  |  |  |  |  |  |  |
|  |                                     |  |  |  |  |  |  |  |  |  |  |  |  |  |  |  |
|  |                                     |  |  |  |  |  |  |  |  |  |  |  |  |  |  |  |
|  | 6. Robert I de Flandes              |  |  |  |  |  |  |  |  |  |  |  |  |  |  |  |
|  |                                     |  |  |  |  |  |  |  |  |  |  |  |  |  |  |  |
|  |                                     |  |  |  |  |  |  |  |  |  |  |  |  |  |  |  |
|  | 26. Robert II de França             |  |  |  |  |  |  |  |  |  |  |  |  |  |  |  |
|  |                                     |  |  |  |  |  |  |  |  |  |  |  |  |  |  |  |
|  |                                     |  |  |  |  |  |  |  |  |  |  |  |  |  |  |  |
|  | 13. Adela de França                 |  |  |  |  |  |  |  |  |  |  |  |  |  |  |  |
|  |                                     |  |  |  |  |  |  |  |  |  |  |  |  |  |  |  |
|  |                                     |  |  |  |  |  |  |  |  |  |  |  |  |  |  |  |
|  | 27. Constança d'Arle                |  |  |  |  |  |  |  |  |  |  |  |  |  |  |  |
|  |                                     |  |  |  |  |  |  |  |  |  |  |  |  |  |  |  |
|  |                                     |  |  |  |  |  |  |  |  |  |  |  |  |  |  |  |
|  | 3. Gertrudis de Flandes             |  |  |  |  |  |  |  |  |  |  |  |  |  |  |  |
|  |                                     |  |  |  |  |  |  |  |  |  |  |  |  |  |  |  |
|  |                                     |  |  |  |  |  |  |  |  |  |  |  |  |  |  |  |
|  | 28. Bernat I de Saxònia             |  |  |  |  |  |  |  |  |  |  |  |  |  |  |  |
|  |                                     |  |  |  |  |  |  |  |  |  |  |  |  |  |  |  |
|  |                                     |  |  |  |  |  |  |  |  |  |  |  |  |  |  |  |
|  | 14. Bernard II de Saxònia           |  |  |  |  |  |  |  |  |  |  |  |  |  |  |  |
|  |                                     |  |  |  |  |  |  |  |  |  |  |  |  |  |  |  |
|  |                                     |  |  |  |  |  |  |  |  |  |  |  |  |  |  |  |
|  | 29. Hildegarda de Stade             |  |  |  |  |  |  |  |  |  |  |  |  |  |  |  |
|  |                                     |  |  |  |  |  |  |  |  |  |  |  |  |  |  |  |
|  |                                     |  |  |  |  |  |  |  |  |  |  |  |  |  |  |  |
|  | 7. Gertruda de Saxònia              |  |  |  |  |  |  |  |  |  |  |  |  |  |  |  |
|  |                                     |  |  |  |  |  |  |  |  |  |  |  |  |  |  |  |
|  |                                     |  |  |  |  |  |  |  |  |  |  |  |  |  |  |  |
|  | 30. Enric de Schweinfurt            |  |  |  |  |  |  |  |  |  |  |  |  |  |  |  |
|  |                                     |  |  |  |  |  |  |  |  |  |  |  |  |  |  |  |
|  |                                     |  |  |  |  |  |  |  |  |  |  |  |  |  |  |  |
|  | 15. Eilika de Schweinfurt           |  |  |  |  |  |  |  |  |  |  |  |  |  |  |  |
|  |                                     |  |  |  |  |  |  |  |  |  |  |  |  |  |  |  |
|  |                                     |  |  |  |  |  |  |  |  |  |  |  |  |  |  |  |
|  | 31. Geberga von Gleiberg            |  |  |  |  |  |  |  |  |  |  |  |  |  |  |  |
|  |                                     |  |  |  |  |  |  |  |  |  |  |  |  |  |  |  |
|  |                                     |  |  |  |  |  |  |  |  |  |  |  |  |  |  |  |

## Descendència
La seva primera esposa, Margarida de Clermont (o Suanagilda ?), va morir el 1133, deixant una sola filla, Laureta, qui es va casar quatre vegades: 
1. Ivan, senyor d'Alost
2. Enric II, duc de Limburg
3. Raül I, Comte de vermandois;
4. Enric IV, comte du Luxemburg.

Laurette es va retirar finalment a l'abadia de Forest a Brussel·les, on va morir el 1170.
Thierry d'Alsace es va casar de nou amb Sibil·la d'Anjou, vídua de Guillem Cliton. Van tenir sis fills:
1. Felip d'Alsàcia (†1191)
2. Mateu d'Alsàcia (†1173), casat amb la comtessa Maria de Boulogne
3. Margarida d'Alsàcia (†1194), casada amb Balduí V, comte d'Hainaut
4. Gertrudis d'Alsàcia (†1186), casada amb Humbert III de Savoia i després amb Hug III d'Oisy, es va retirar el 1177 com a religiosa a Messina[2]
5. Matilde (†1194), abbadessa de Fontevraud
6. Pere, bisbe de Cambrai (†1176)